# Àrea protegida transfronterera
Una àrea protegida transfronterera (TBPA) és una àrea protegida que s'estén per les fronteres de més d'un país o regió, on s'eliminaran les barreres transfrontereres polítiques que s'inclouen dins la seva zona. Això inclou l'eliminació de totes les limitacions físiques humanes, com ara tanques, que permeten la lliure migració dels animals i els éssers humans a la zona. Una frontera al voltant de la zona, es pot mantenir per evitar el pas no autoritzat de fronteres. Aquestes àrees són també conegudes per termes com ara àrees de conservació transfronterera (TFCA) o parcs de pau. La Xarxa d'àrees globals transfrontereres cita cinc tipus diferents d'àrees protegides transfrontereres:
- Dues o més àrees protegides contigües a través d'una frontera nacional.
- Un grup d'àrees protegides i l'àrea intermèdia.
- Un grup d'àrees protegides separades sense l'àrea intermèdia.
- Una àrea transfronterera incloent àrees protegides propostes
- Una àrea protegida en un país amb l'ajuda d'ús de la terra simpàtica sobre la frontera

La preservació dels patrons de migració dels animals tradicionals, assegurant suficients fonts d'aliments i aigua per al creixement de la població, són la raó principal per a la creació de parcs de pau. Els Parcs de pau, però també fomenten el turisme, el desenvolupament econòmic i la bona voluntat entre els països veïns, així com facilitar els desplaçaments dels habitants indígenes de la zona.

## Parcs de la Pau establerts
L'1 de febrer de 1997, Anton Rupert, juntament amb el príncep Bernat d'Holanda i Nelson Mandela va fundar la Fundació de Parcs de Pau com una organització sense ànim de lucre per facilitar l'establiment d'àrees de conservació transfronterera (TFCA), també anomenades com a parcs de la pau.

### Europa
La primera àrea protegida transfronterera va ser establerta pel moviment per la pau de Noruega i Suècia, el 1914, per celebrar els 100 anys de pau entre Suècia i Noruega. El 1959 l'àrea va ser nomenada Morokulien.
- El Corredor Verd Europeu que transcorre al llarg de l'antic Teló d'acer es considera un parc de la pau.
- Un parc de la pau s'ha establert al Mar Roig entre Israel i Jordània.
- Un projecte per al Parc de la Pau de la Línia Verda a Xipre, entre els territoris xipriotes grecs i turcs, està sent investigat pel Dr. Anna Grichting, Universitat Harvard.
- Parc interprovincial de Montoni (Livorno-Grosseto)

### Amèrica
- El Parc internacional de la pau Waterton-Glacier a través de la frontera Estats Units/Canadà va ser el primer parc de la pau a les Amèriques, formada per la fusió del Parc Nacional dels Llacs Waterton i el de glaceres el 1932. A diferència d'altres parcs de la pau, el propòsit principal de la unió era la de servir com un símbol de l'amistat i la pau entre els dos països.

- El jardí internacional de la Pau també va ser establert el 1932, un altre parc americà/canadenc amb un propòsit similar. Es troba a la frontera entre Dakota del Nord i Manitoba.

- Un altre parc pau nord-americà/canadenca, Peace Arch Park, es troba a la frontera de la Columbia Britànica/Washington, i és famós per l'arc de la pau, una gran estructura de la pau a la frontera mateixa.

- Roosevelt Campobello International Park-Maine, Estats Units/New Brunswick, Canadà

- El Parc històric Nacional de la Febre de l'or de Klondike - Alaska, estat de Washington, Colúmbia Britànica i Yukon.

- S'estan realitzant esforços per a un parc internacional U.S./Mèxic amb un propòsit similar, unint el Parc Nacional de Big Bend als Estats Units amb els del Carme i Canó de Santa Elena àrees protegides Fustes a Mèxic.

- Un parc internacional nord-americana/rus a l'estret de Bering està en marxa, destacant el patrimoni comú dels russos i els nord-americans de la zona.

- Actuant de conformitat amb la recomanació de la UNESCO, els governs de Costa Rica i Panamà van declarar Parque Internacional La Amistad, un parc internacional el 1988.

### Àsia
La zona desmilitaritzada entre Corea del Nord i Corea del Sud i la regió de Siachen Glacier entre l'Índia i el Pakistan ha estat proposats com a parcs de pau. Saleem Ali, professor de la Universitat de Vermont, està involucrat en la recerca d'això.